# Jacobus Joannis
Jacobus Joannis, född 1541 i Linköpings församling, Östergötland, död 1595 i Skedevi församling, Östergötland, var en svensk präst.

## Biografi
Jacobus Joannis föddes 1541 i Linköpings församling. Han var son till kyrkoherden Joannes Haraldi i Skedevi församling. Jacobus Joannis prästvigdes 1567 till adjunkt i Skedevi församling. Han blev 1574 kyrkoherde i församlingen och underskrev Uppsala mötes beslut 1593. Jacobus Joannis avled 1595 i Skedevi församling.

### Familj
Jacobus Joannis var gift och fick en dotter som gifte sig med kyrkoherden Jonas Svenonis i Skedevi församling.